# Alwin Fill

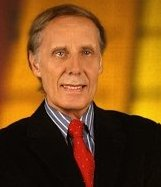
Alwin Fill (2015)

Alwin Fill (* 14. November 1940 in Kufstein, Tirol) ist ein österreichischer Sprachwissenschaftler und emeritierter Universitätsprofessor der Universität Graz.

## Leben
Alwin Fill (Eltern Dr. Michael Fill, Gymnasialprofessor und Margarete Fill, geb. Riedlinger) absolvierte das Realgymnasium Kufstein und studierte anschließend von 1957 bis 1965 Englisch und Klassische Philologie an der Universität Innsbruck. Der Studienabschluss erfolgte 1965 mit dem Doktorat (Dissertationsthema: Erzählsituationen in den Romanen von William Somerset Maugham) und 1967 als Magister phil. in den Fächern Englisch und Latein. Von 1969 bis 1970 war Alwin Fill als „Florey Scholar“ am Queen’s College der Universität Oxford und 1973 als „Visiting Scholar“ an der Universität Michigan, Ann Arbor (USA) tätig. 1977 erfolgte seine Habilitation an der Universität Innsbruck mit der Habilitationsschrift: Wortdurchsichtigkeit im Englischen und Deutschen.
Alwin Fill ist mit Eva-Maria Fill (Mag. phil.), geb. Steiner, verheiratet.

## Forschung
Die Hauptforschungsgebiete von Alwin Fill liegen in den Bereichen Ökolinguistik, Sprachwirkung, Sprache und Spannung sowie Kontrastive Linguistik.

## Berufliche Positionen
- 1962–1963 German Assistant Teacher, Acton County Grammar School, London
- 1965–1977 Universitätsassistent, Universität Innsbruck
- 1977–1980 Dozent für englische Sprachwissenschaft, Universität Innsbruck
- 1980–2007 Professor für englische Sprachwissenschaft, Universität Graz

## Wichtige Bücher
- 1980 Wortdurchsichtigkeit im Englischen und Deutschen. Eine vergleichende Studie, Innsbruck: Universitätsverlag
- 1987 Wörter zu Pflugscharen. Versuch einer Ökologie der Sprache, Wien, Köln, Graz: Böhlau Verlag.
- 1993 Ökolinguistik. Eine Einführung, Tübingen: Gunter Narr Verlag.
- 1996 Sprachökologie und Ökolinguistik. Referate des Symposions an der Universität Klagenfurt, Oktober 1995 (Hrsg.), Tübingen: Stauffenburg Verlag.
- 2001 The Ecolinguistics Reader. Language, Ecology and Environment, London, New York: Continuum (Hrsg. mit Peter Mühlhäusler)
- 2002 Colourful Green Ideas. Papers from the Graz conference (2000) and the Symposium in Passau (2001), Bern, Berlin etc.: Peter Lang Verlag (Hrsg. mit Hermine Penz & Wilhelm Trampe)
- 2007 Das Prinzip Spannung. Sprachwissenschaftliche Überlegungen zu einem universalen Phänomen, 2. Auflage Tübingen: Gunter Narr Verlag
- 2010 The Language Impact: Evolution – System – Discourse, London, Oakville: Equinox
- 2012 Linguistische Promenade. Eine vergnügliche Wanderung durch die Sprachwissenschaft von Platon zu Chomsky, Münster, Wien: LIT Verlag
- 2014 Kinder- und Jugendlinguistik. Sprachspiel – Sprachwelt – Sprachkritik, Münster, Wien: LIT Verlag
- 2018 The Routledge Handbook of Ecolinguistics, New York and London: Routledge Verlag (Hrsg. mit Hermine Penz)

| Personendaten    | Personendaten                          |
| ---------------- | -------------------------------------- |
| NAME             | Fill, Alwin                            |
| KURZBESCHREIBUNG | österreichischer Sprachwissenschaftler |
| GEBURTSDATUM     | 14. November 1940                      |
| GEBURTSORT       | Kufstein, Tirol                        |